# Лісогор Марина Олександрівна
Марина Олександрівна Лісогор (нар.. 11 травня 1983, Чернігів, Українська РСР) — українська лижниця. Член збірної України на зимових Олімпійських іграх 2006 та 2014 років. Майстер спорту міжнародного класу.

## Життєпис
Марина Лісогор народилась 1983 року. Потім навчалачь у Чернігівському національному педагогічному університеті імені Т. Г. Шевченка.
Вперше до складу збірної команди України з лижних гонок потрапила в 1999 році. Участь у міжнародних змаганнях бере з 2000 року. Дебютувала на Олімпійських іграх 2006 року в Турині (Італія), де стартувала двічі. На етапах Кубка світу стартувала також двічі.
Учасниця чемпіонатів світу 2001, 2003 та 2005 років; учасниця Всесвітньої зимової універсіади-2005; бронзова призерка чемпіонату України 2002 року в спринті, в естафеті на дистанції 15 км.
У 2008 році завоювала золото на кубку Європи на спринтерській дистанції 1200 метрів.
Брала участь у Зимових Олімпійських іграх 2014 року, на яких виступила в спринті вільним стилем і в гонці на 10 кілометрів класичним стилем, була заявлена на півфінальний старт в командному спринті класичним стилем однак не стартувала. 22 лютого 2014 року Міжнародний олімпійський комітет офіційно оголосив про виявлення допінгу в сечі Марини Лісогор, анулювавши при цьому олімпійську ліцензію і результати всіх виступів спортсменки на Зимових Олімпійських іграх 2014 року.